# پلوتون

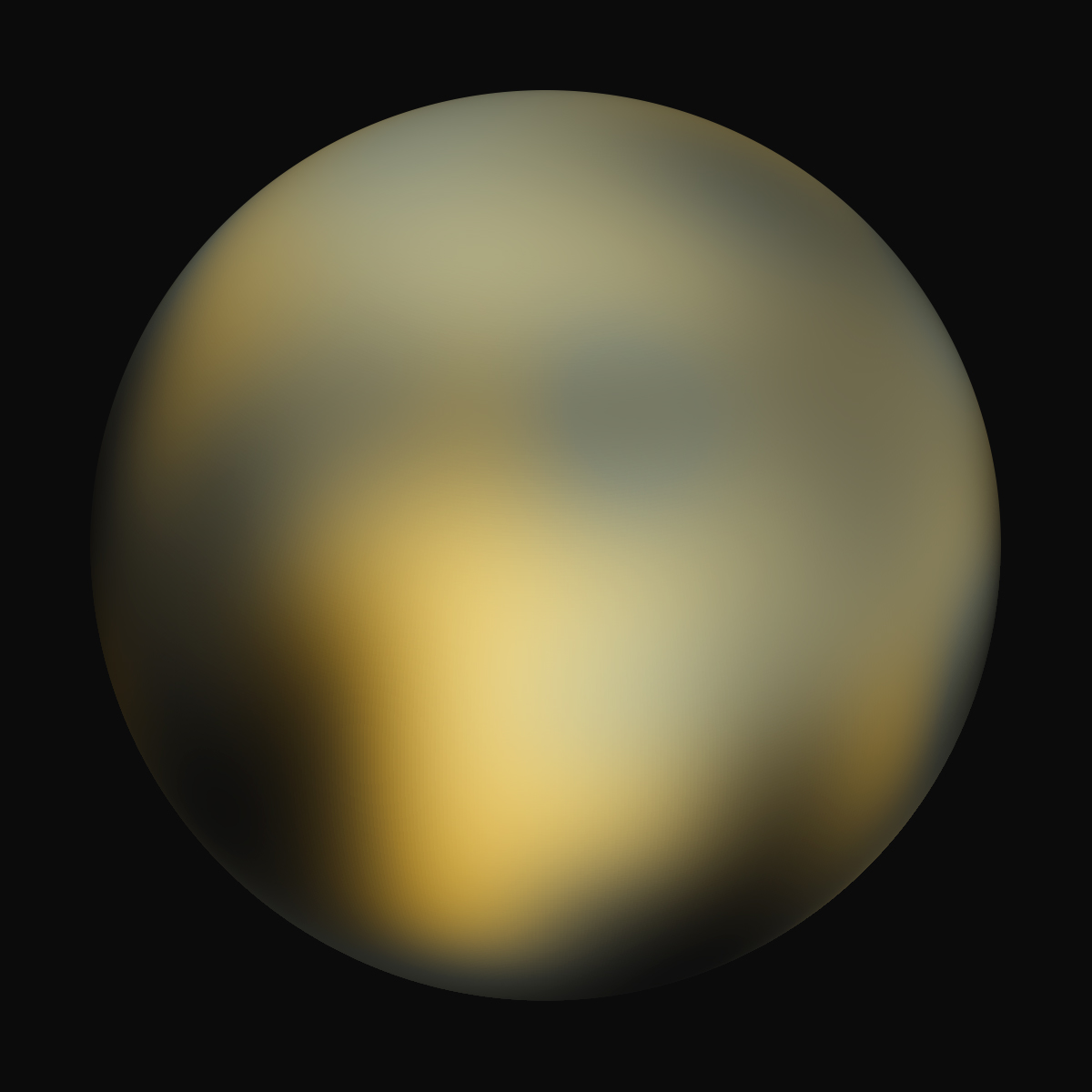
تصویر بازسازی شده‌ای از پلوتون که توسط تصویرهای دریافتی از تلسکوپ فضایی هابل و به کمک رایانه‌های پیشرفته تولید شده‌است. هنوز مشخص نیست که تفاوت رنگ‌ها به دلیل کدام یک از عوارض طبیعی سطح این سیارهٔ کوتوله است.

پلوتون (به فرانسوی: Pluton) یا گاهی پلوتو (به انگلیسی: Pluto) (نمادها:  یا ) (سیارهٔ کوتولهٔ کمربند کویپر: پلوتون ۱۳۴۳۴۰) در سامانهٔ خورشیدی است که در هنگام کشف آن توسط کلاید تامبا در سال ۱۹۳۰ تا ۲۴ اوت ۲۰۰۶ نهمین سیارهٔ منظومهٔ شمسی به حساب آمده بود؛ اما بنا بر تعریف تازهٔ اتحادیهٔ بین‌المللی اخترشناسی از سیاره، «پلوتون» یک سیارهٔ کوتوله و همچنین به عنوان نخستین نمونه از ردهٔ جدید جرم فرانپتونی قرار گرفت.
گرچه برخی از ستاره‌شناسان با قراردادن پلوتون در ردهٔ سیاره‌های کوتوله مخالفند و همچنان آن را یک سیارهٔ معمول می‌دانند. «پلوتو» گویش زبان انگلیسی است و در زبان فرانسوی به آن «پلوتون» می‌گویند.
پلوتو در اساطیر یونانی و رومی نام خدای دنیای مردگان بوده و انگیزهٔ این نام‌گذاری فاصلهٔ بسیار دور این جرم آسمانی از خورشید بوده‌است. پلوتون تا پیش از گذر کاوشگر فضایی نیو هورایزنز (افق‌های نو) از کنار آن در ۱۴ ژوئیهٔ ۲۰۱۵، ۱۱:۴۹ (UTC)، هیچ‌یک از مأموریت‌های فضایی از سوی زمین به آن نرسیده بود.
سیارهٔ پلوتون ساختاری از سنگ و یخ دارد و کره‌ای کوچک با جرم یک‌سوم ماه است. قطر پلوتون ۲٬۳۷۰ کیلومتر است و این سیارهٔ کوتوله می‌تواند گاهی از زمین تا فاصلهٔ ۷٫۵ میلیارد کیلومتری دور باشد. چهار لکهٔ سیاه سطح پلوتون که به کمربند تیرهٔ دور استوای پلوتو متصل هستند و تقریباً به یک اندازه و به یک فاصله هستند توجه دانشمندان را به خود جلب کرده‌اند. 
سیارهٔ پلوتون از نظر میزان جرم و حجم، هجدهمین جسم در این منظومه است.

## مدار پلوتون

مدار پلوتون و دایرةالبروج.

انحراف مدار پلوتون (قرمز) نسبت به صفحه مداری دیگر سیارات (دایرةالبروج) در این تصویر دیده می‌شود.

مدار پلوتو برخلاف مدار زمین و هفت سیارهٔ دیگر یک مدار نزدیک به دایره نیست بلکه این مدار یک مدار بیضی بسیار کشیده با خروج از مرکز بسیار محسوسی است و گردش مداری آن نزدیک به ۲۴۸ سال زمینی طول می‌کشد. کشیدگی مدار پلوتو بسیار زیاد و غیرعادی‌است به‌طوری‌که مدار آن با مدار نپتون، آخرین سیارهٔ سامانهٔ خورشیدی در دو نقطه برخورد دارد. فاصلهٔ پلوتو از خورشید در اوج مداری خود ۴۹ واحد نجومی است یعنی حدود ۵۰ برابر بیشتر از فاصلهٔ زمین از خورشیداست. پلوتو در حضیض خود تنها ۲۹ واحد نجومی از خورشید فاصله دارد. مدار پلوتو با دایرةالبروج بیش از ۱۷ درجه زاویهٔ انحراف دارد و در نتیجهٔ همین انحراف است که این سیارهٔ کوتوله نیمی از مسیر مداری خود را در بالای صفحهٔ گردش زمین به دور خورشید و نیمی دیگر را در پایین این صفحه می‌پیماید.
یک سال پلوتونی به اندازهٔ ۲۴۸ سال زمینی طول می‌کشد و پلوتو که در اوج مداری خود بعد از نپتون قرار دارد، در ۲۰ سال از این ۲۴۸ سال را از مدار نپتون گذشته و به فاصلهٔ کمتری از خورشید نسبت به نپتون قرار می‌گیرد. آخرین باری که این روی داد پیش آمده ۲۱ ژانویهٔ سال ۱۹۷۹ میلادی بوده که پلوتو مدار نپتون را قطع و وارد منطقهٔ داخلی هشتمین سیارهٔ سامانهٔ خورشیدی شده و تا یازدهم فوریه ۱۹۹۹ که مجدداً مدار نپتون را به قصد خارج قطع کرده در فاصله‌ای نزدیک‌تر از نپتون به خورشید قرار داشته‌است. زمان تجربهٔ دوبارهٔ این رویداد سپتامبر سال ۲۲۲۶ میلادی خواهد بود.
با توجه به چگونگی گردش مداری پلوتون و زاویهٔ انحراف این مدار، امکان برخورد این سیارهٔ کوتوله با نپتون در هنگام گذشتن از نقطهٔ مداری مشترک میان این دو، مورد بررسی قرار گرفته و نتیجه‌گیری‌ها نشان می‌دهند که زاویهٔ میل و تناسب مداری ۳:۲ که بین این دو جرم آسمانی وجود دارد برخورد آن‌ها را در وضعیت کنونی ناممکن می‌سازد.

## فاصله با زمین
دوری و نزدیکی سیاره‌ها از هم؛ به این دلیل که هر کدام از آن‌ها مدار و میانگین سرعت مداری ویژهٔ خود را دارند، فاصله‌ای‌است که به ناچار، پیوسته در حال تغییراست. با این حال، از آنجا که سیارهٔ زمین و سیارهٔ کوتولهٔ پلوتون هر دو نهایتاً همیشه بر گرد مرکز مشترکی که خورشید است می‌گردند، دوری آن‌ها از یک دگر، تابع ۲ محدودیت تکرار شونده یعنی یک «حداقل» و یک «حداکثر» فاصله است. این محدودیت هم خود به دلیل بیضی شکل بودن مدار پلوتون، به‌طور دوره‌ای متغیر است. زمانی که زمین و پلوتوی (در حضیض) هر دو در یک سوی خورشید قرار بگیرند، این فاصله می‌تواند تا حداقل خود یعنی نزدیک به ۴٫۲۸ میلیارد (۴۲۸۰ میلیون) کیلومتر کاهش یابد. هرگاه که زمین و پلوتوی (در اوج) هر دو در دو سوی مخالف و در برابر یک دیگر بر گرد خورشید قرار گیرند، این فاصله به حد اکثر خود که نزدیک به ۷٫۵ میلیارد (۷۵۰۰ میلیون) کیلومتر است می‌رسد.
زمین با فاصلهٔ بسیار کوتاه‌تری که با خورشید دارد، در طول نزدیک به یک سال نجومی خود، هر یک از این دو نهایت سال را با پلوتون، یک بار تجربه می‌کند. خود این دو نهایت نیز به دلیل حرکت پلوتو در مدار بیضی شکل خود، همه ساله متغیر است. سال نجومی پلوتو نزدیک به ۲۴۸ سال زمینی‌است ولی هر دو در یک جهت به دور خورشید می‌گردند.

## قمرهای پلوتون
تاکنون ۵ ماه پلوتون شناسایی شده‌اند. تا سال ۲۰۰۵ که بررسی تصویرهای دریافتی از تلسکوپ فضایی هابل باعث کشف دو قمر جدید برای پلوتون گردید، باور اخترشناسی برآن بود که شارون تنها ماه پلوتو است. قمرهای جدید که در ابتدا (اس/۲۰۰۵ پی۱) و (اس/۲۰۰۵ پی۲) شماره‌گذاری شده بودند سپس به نام‌های نیکس و هیدرا نام‌گذاری شدند. این دو قمر جدید بسیار کوچک بوده و تخمین زده می‌شد که قطری برابر با ۵۰ تا ۶۰ کیلومتر داشته باشند. قمرهای باز بسیار کوچک‌تر سربروس و استوکس هم به ترتیب در سال‌های ۲۰۱۱ و ۲۰۱۲ میلادی پیدا شدند.
شارون با قطری برابر با بیش از نصف قطر پلوتون، بیشتر شبیه یک جفت برای پلوتو است تا یک قمر. از این رو به آن‌ها سامانه «پلوتون-شارون» نیز می‌گویند. پلوتو ۸ برابر سنگین تر است. شارون و پلوتو تنها ۱۹٬۶۴۰ کیلومتر از هم دورند. شارون و پلوتو به گونهُ ویژه‌ای که در منظومهُ شمسی نادر است وابسته به یک‌دیگر شده و رو در روی هم، گردش هماهنگ یا قفل جزر و مدی را تجربه می‌کنند.

## نحوه کشف
باور به وجود سیاره یا سیاره‌هایی فرای اورانوس از دهه‌های آغازین سدهٔ نوزدهم میلادی با محاسبه‌های نجومی قوت گرفت. در نهایت ریاضی‌دان فرانسوی اوربن ژان ژوزف لو وریه (۱۸۱۱ تا ۱۸۷۷) در دههٔ ۱۸۴۰ میلادی و بر مبنای مکانیک کلاسیک نیوتن جای سیارهٔ نپتون را که هنوز کشف نشده بود با توجه به لرزش‌هایی در مدار اورانوس یافت و آن را به اخترشناس آلمانی یوهان گوتفرید گاله گزارش کرد و نپتون برای نخستین بار رصد شد. رصدهای بعدی نپتون در اواخر قرن نوزدهم نشان دادند که هنوز جرم دیگری هم بر مدار اورانوس تأثیرگذار است.
در سال ۱۸۹۴ در آریزونای آمریکا اخترشناسی به نام پرسیوال لوول، رصدخانه لاول را بنا نهاد و در آنجا جستجو برای یافتن سیاره جدید را آغاز کرد. او محل پلوتون را بامحاسبه اثر جاذبه اش بر روی نپتون و اورانوس پیدا کرد ولی پیش از یافتن سیاره جدید در سال ۱۹۱۶ درگذشت. جوانی با نام کلاید تومباو که در رصدخانه لوول کار می‌کرد جستجو برای یافتن این سیاره را ادامه داد. تومباو در ۱۸ فوریه ۱۹۳۰ با مقایسه دو عکس متوجه جابجایی منبع نوری در این دو عکس شد که همان سیارهٔ پلوتو بود. سیارهٔ جدید به یاد خدای مرگ رومیان باستان، پلوتو نامیده شد. البته دو حرف اول پرسیوال لوول، نیز به افتخار وی آغازگر نام سیاره پلوتون هستند.
در سال ۲۰۰۲–۲۰۰۳، ستاره‌شناسان نخستین نگاره‌های دقیق‌تری از سطح پلوتو را منتشر کردند. این نگاره‌ها که توسط تلسکوپ فضایی هابل تهیه شده بود، ۱۲ منطقهٔ تیره و روشن را در سطح پلوتو نشان می‌دادند. در سال ۱۹۷۸، ستاره‌شناسان رصدخانه نیوال در آریزونا موفق به کشف قمر پلوتو یعنی شارون شدند. قطر این قمر ۱۲۱۰ کیلومتر است. مناطق روشن، که شامل کلاهک‌ها قطبی هستند، احتمالاً نیتروژن یخ‌زده می‌باشند. مناطق تیره نیز به‌طور حتم متان منجمد است که به دلیل پرتوهای فرابنفش خورشیدی دچار تغییرات شیمیایی شده‌است. در سال ۲۰۰۵، یک گروه از ستاره‌شناسان که به بررسی تصاویر هابل می‌پرداختند، دو قمر ناشناخته پلوتو را کشف کردند. این ماه‌ها که بعدها نیکس و هیدرا نامیده شدند، قطری حدود ۱۶۰کیلومتر دارند و در خارج از مدار شارون قرار گرفته‌اند.

## ساختار درونی

۱. نیتروژن یخ‌زده ۲. یخاب ۳. سنگ

رصدهای تلسکوپ فضایی هابل چگالی پلوتو را بین ۱٫۸ تا ۲٫۱ گرم بر سانتی‌متر مکعب تخمین زد. احتمالاً ساختار درونی آن ۵۰ تا ۷۰ درصد از سنگ و ۳۰ تا ۵۰ درصد از یخ تشکیل شده‌است، قطر هسته آن ۱۷۰۰ کیلومتر (۷۰ درصد قطر کل سیاره) برآورد شده‌است که باعث گرمای سطوح بالایی سیاره و ایجاد اقیانوسی از آب مایع در ۱۰۰ تا ۱۸۰ کیلومتری بالای هسته می‌شود. جرم پلوتون برابر با ۰٫۲۴ درصد کره زمین و ابعاد بزرگ‌ترین قمر آن یعنی شارون ۷۰ درصد قطر پلوتون است.

## هواکره (اتمسفر)

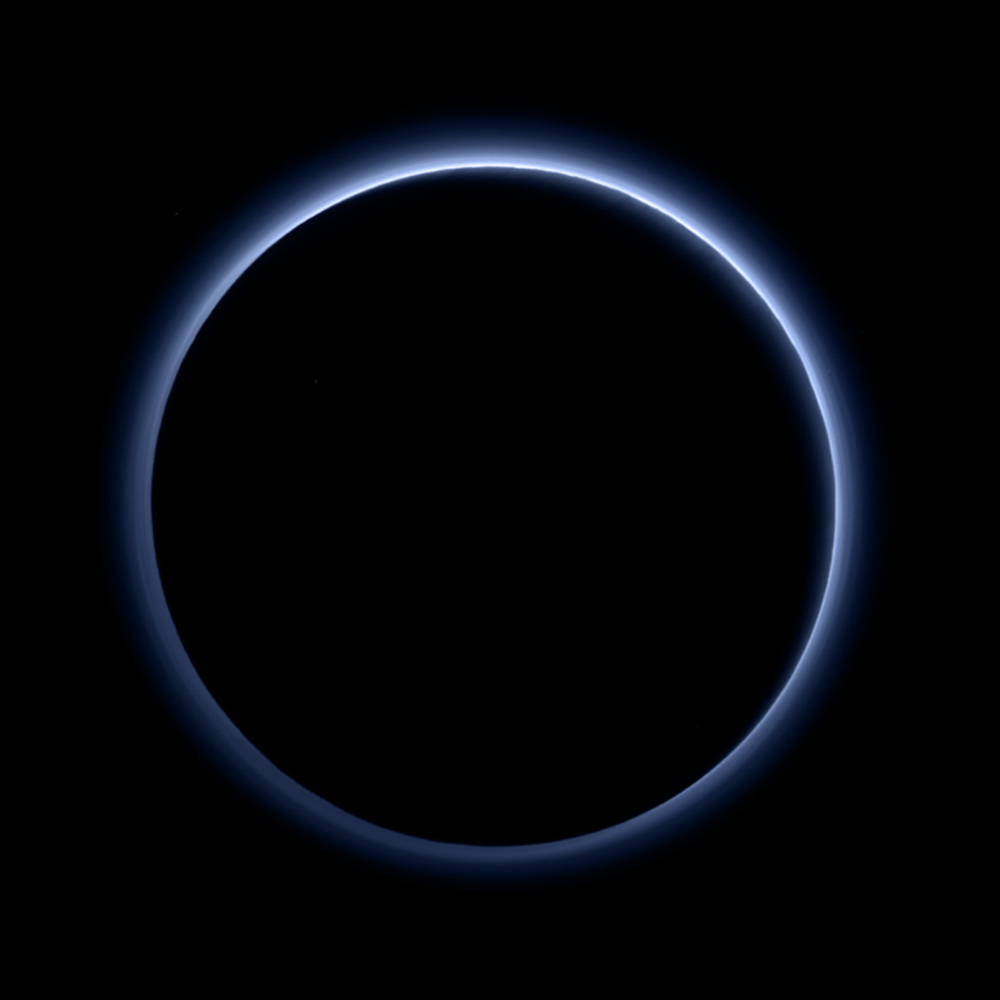
رنگ نزدیک به واقعی نگاره که پس از گذر از کنار پلوتون گرفته شده و لایهٔ مه آبی‌رنگی را در جو پلوتو نشان می‌دهد.

پلوتون دارای اتمسفر نازکی است که از نیتروژن (N2)، متان (CH4)، و مونوکسید کربن (CO)، تشکیل شده که این گازها در تعادل سهمی با یخ خود در سطح پلوتو هستند. میزان فشار سطحی این اتمسفر حدود ۰٫۶۵ تا ۲٫۴ پاسکال یا (۶٫۵ تا ۲۴) میکروبار است؛ که به صورت تقریبی ۱۰۰٬۰۰۰ برابر کمتر از فشار جوی زمین است. گمان می‌رود که بیضی شکل بودن مدار پلوتو اثر مهمی در ایجاد این جو داشته باشد: زمانیکه پلوتو از خورشید دور است، جو آن به تدریج بایستی یخ زده و تحلیل پذیرد. زمانی که پلوتون به خورشید نزدیک تر است، دمای سطح جامد را افزایش می‌دهد، و باعث تصعید یخ می‌شود. همانگونه که عرق کردن بدن و تبخیر آن از سطح پوست آن را خنک می‌کند، تصعید در سطح پلوتون نیز دارای همین اثر است. اتمسفر پلوتو در حدود ۳۰۰ کیلومتر است.

## کاوش‌های رباتیک

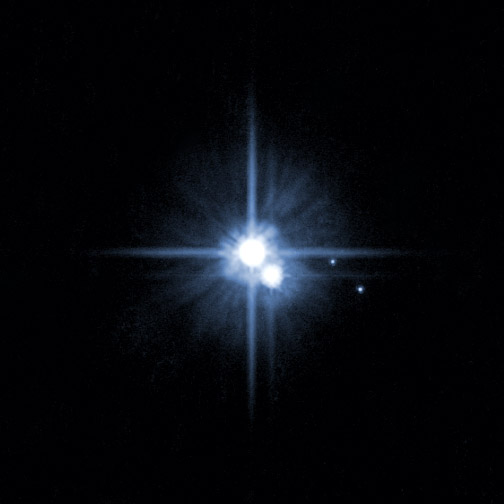
پلوتو، کارون، نیکس و هیدرا در عکسی که تلسکوپ هابل در ۱۶ فوریه ۲۰۰۶ گرفته‌است.

تا پیش از مأموریت تاریخی نیوهورایزنز هیچ کاوشگر فضایی پلوتو را ملاقات نکرده‌بود یا حتی از نزدیکی آن نیز گذر نکرده‌بود. تنها ساخته‌های زمینی که تا به حال به اندازهٔ پلوتو از ما دور شده‌اند کاوشگرهای ویجر ۱ و ویجر ۲ بودند. در زمانی که این دو کاوشگر از محدوده مدار این سیاره کوتوله عبور می‌کردند، پلوتو در جایی بسیار دورتر از منطقه گذر روی مدار خود قرار داشت.
سرانجام در سال ۲۰۰۶ سازمان فضایی ایالات متحده، ناسا، کاوشگری را به مقصد پلوتو به فضا ارسال نمود. این کاوشگر فضایی که نیوهورایزنز (افق‌های نو) نامیده می‌شود، ویژگی‌های سیاره‌شناختی پلوتون و ماه‌های آن را بررسی و داده‌برداری نمود. اما سفر طولانی این فضاپیما با رسیدن به پلوتون پایان نیافت بلکه برپایه برنامه‌ریزی‌های انجام شده کاوشگر فضایی افق‌های نو پس از گذر از کنار پلوتو به سراغ کمربند کویپر خواهد رفت تا دست کم با یکی از اجرام این کمربند نیز ملاقات کند. این کاوشگر در تابستان سال ۲۰۱۵ (تیر ماه ۱۳۹۴ خورشیدی) به پلوتو رسید و تصاویر روشنی از پلوتون به زمین ارسال کرد.